# Renato Nicolodi

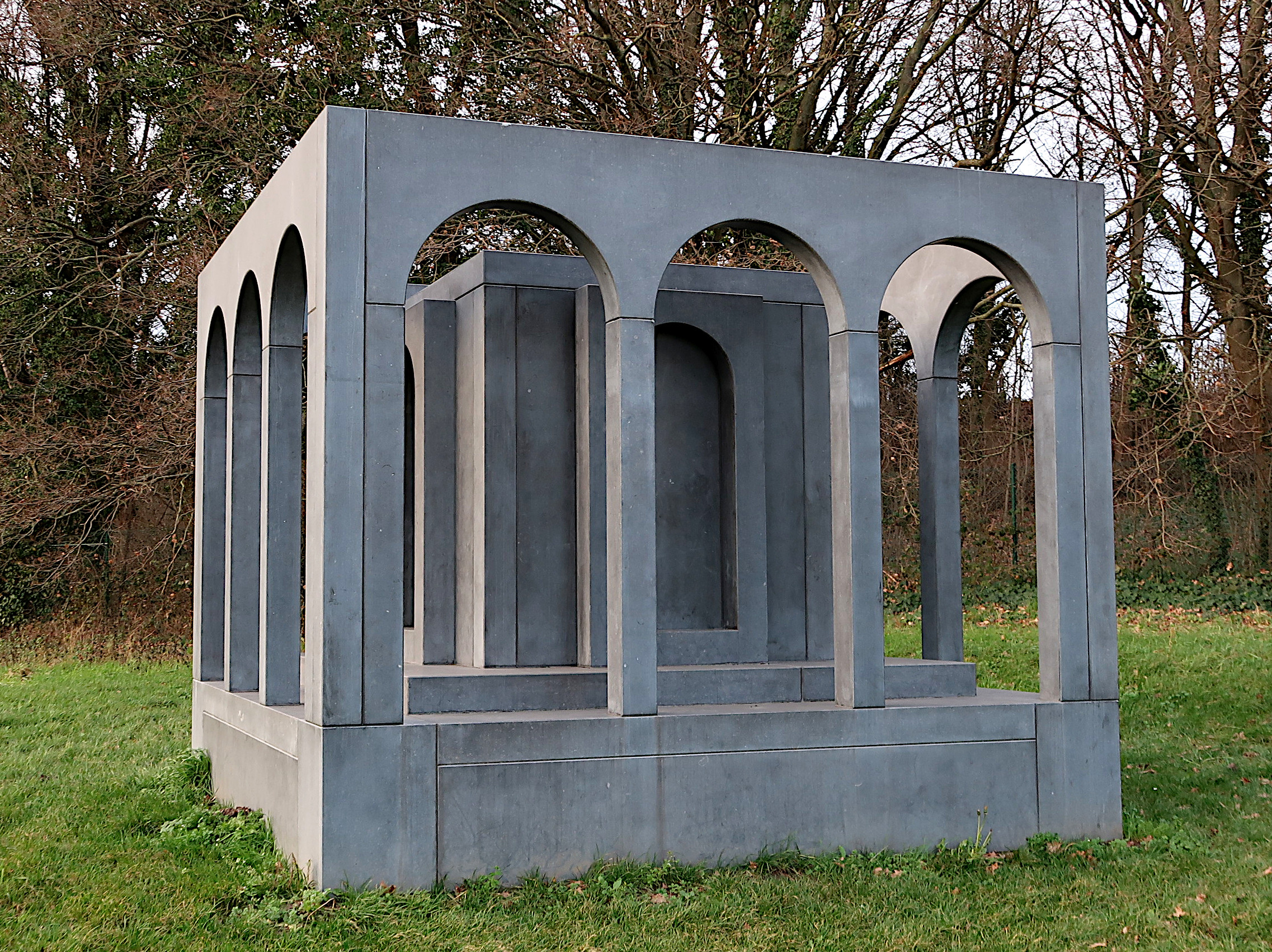
Renato Nicolodi's arduinen sculptuur 'In Memoriam' in het Pliniuspark te Tongeren. Permanente installatie, geïnaugureerd in 2020.

Renato Nicolodi (Anderlecht, 1980) is een Belgisch kunstschilder en beeldhouwer.

## Biografie
Nicolodi studeerde vanaf 1999 aan Sint-Lukas Brussel, waar hij in 2003 afstudeerde in de schilderkunst. Hij vervolgde zijn studies aan het Hoger Instituut voor Schone Kunsten in Gent, waar hij in 2007 afstudeerde. In 2022 werkt hij in Borchtlombeek en Denderleeuw.
Nicolodi’s belangstelling verschoof na zijn afstuderen van de schilderkunst naar sculpturale installaties: aanvankelijk betonnen afgietsels van de wanden van bunkers die deel uitmaakten van de Atlantikwall; nadien kleine bouwwerken in beton, messing, hout en andere materialen.

## Werk
Nicolodi’s sculpturen en schilderijen verwijzen naar een archetypische, architecturale beeldtaal. Gangen en trappen leiden naar een zwarte centrale leegte, die enkel mentaal betreed kan worden, en waar de toeschouwer eigen gedachten in kan reflecteren. De titels van de werken, vaak verwijzend naar begrippen uit de architectuur, geven de toeschouwer een bepaalde richting.
Kunstenaars als Andrea Palladio, Étienne-Louis Boullée of Giorgio de Chirico werden meer dan eens in verband gebracht met Nicolodi’s werk; zelf noemt hij onder meer Paul Virilio, Dante Alighieri en Stanley Kubrick als invloeden.
Dergelijke sculpturen zijn permanent te zien in onder meer de terreinen van Abdij van Park in Leuven (in dialoog met de geschiedenis en architectuur van het erfgoed); het Prinses Josephine Charlottepark in Lokeren (als eerbetoon aan de zorg en vrijwilligers); in het Pliniuspark in Tongeren; op de site van het voormalig Vliegveld van Gontrode in Melle en op de begraafplaats van Waterschei in Genk.
Tijdelijke sculpturen waren onder meer te zien in Tilburg (Lustwarande), Londen (Frieze Sculpture Park), en Brugge – in het kader van de Triënnale, waar het werk Archeron I uit het water leek te doemen, als een poort op weg naar de wereld onder het wateroppervlak.
Deelnames aan internationale tentoonstellingen was er onder meer in Giudecca Art District, Venetië; Musée Fenaille, Rodez; Dongdaemun Design Plaza, Seoul in het kader van de Biënnale voor Architectuur en Urbanisme; Hermitage, Amsterdam; Lieu D’art Contemporain, Sigean; Ludwig Forum für Internationale Kunst, Aken; de Abbaye de Gellone, etc.
In 2012 zorgde Nicolodi voor de scenografie van de tentoonstelling Madame Grès - Sculptural Fashion in het ModeMuseum Antwerpen; in 2016 van de opera To Be Sung (Pascal Dusapin) in Flagey / De Munt, en in 2016-2018 van het theaterstuk World Without Us (Ontroerend Goed).
In 2015 gaf Mer Paper Kunsthalle de publicatie Ni Co Lo Di uit.